# Кайдановский, Александр Леонидович
Алекса́ндр Леони́дович Кайдано́вский (23 июля 1946, Ростов-на-Дону, СССР — 3 декабря 1995, Москва, Россия) — советский и российский киноактёр, кинорежиссёр, сценарист. Заслуженный деятель искусств Российской Федерации (1992).

## Биография

Памятная доска по адресу Московская улица, 76/32 в Ростове-на-Дону, где жил Александр Леонидович.

Александр Кайдановский родился 23 июля 1946 года в Ростове-на-Дону.
В 1960—1961 годах учился в Днепропетровском сварочном техникуме имени Е. О. Патона.
В 1965 году окончил Ростовское театральное училище (курс М. И. Бушнова). Поступил в Школу-студию МХАТ, но, проучившись несколько месяцев, ушёл оттуда.
В 1969 году окончил театральное училище им. Б. Щукина вместе с Н. Руслановой, Л. Филатовым, Б.С. Галкиным, Н. С. Гурзо, В.А. Качаном, И.В. Дыховичным, А.А. Вертинской, А. С. Халецким, Я. М. Арлазоровым.
В 1969—1971 годах работал в театре имени Е. Б. Вахтангова. Сам актёр вспоминал: «Вахтанговская „корпорация“ отравила во мне любовь к театральной жизни: внутренние взаимоотношения в театре всегда строятся на каких-то отвратительных принципах, на том, что одним приходится унижать других. Я человек, по сути, свободный, мне не хотелось бы ни кого-то унижать, ни оказаться униженным. Поэтому из театра я ушёл. Каким образом? Что делает актёр, когда ему не дают играть? Он выпивает. И пару раз я выпил так основательно, что от меня поспешили избавиться».
Потом работал во МХАТе и Театре на Малой Бронной. С 1973 года — служба в армии (кавалерийский полк при «Мосфильме»). В 1982 году Кайдановский поступил на Высшие курсы сценаристов и режиссёров в мастерскую Андрея Тарковского, которую режиссёр открыл чуть ли не специально для него.
Однако Тарковский вскоре эмигрировал в Италию, потому доучивался Кайдановский у Сергея Соловьёва. Окончил курсы в 1984 году.
Уже находясь в Италии, Тарковский хотел видеть Кайдановского в главной роли в «Ностальгии», которая снималась в Италии, но того не выпустили из СССР.
В 1989 году Кайдановский преподавал режиссуру в Театральном училище имени Б. В. Щукина. В 1992 году ему было присвоено почётное звание «Заслуженный деятель искусств РФ».
В 1994 году стал членом жюри 47-го Каннского международного кинофестиваля. В 1995 году вёл сценарную мастерскую на ВКСР.

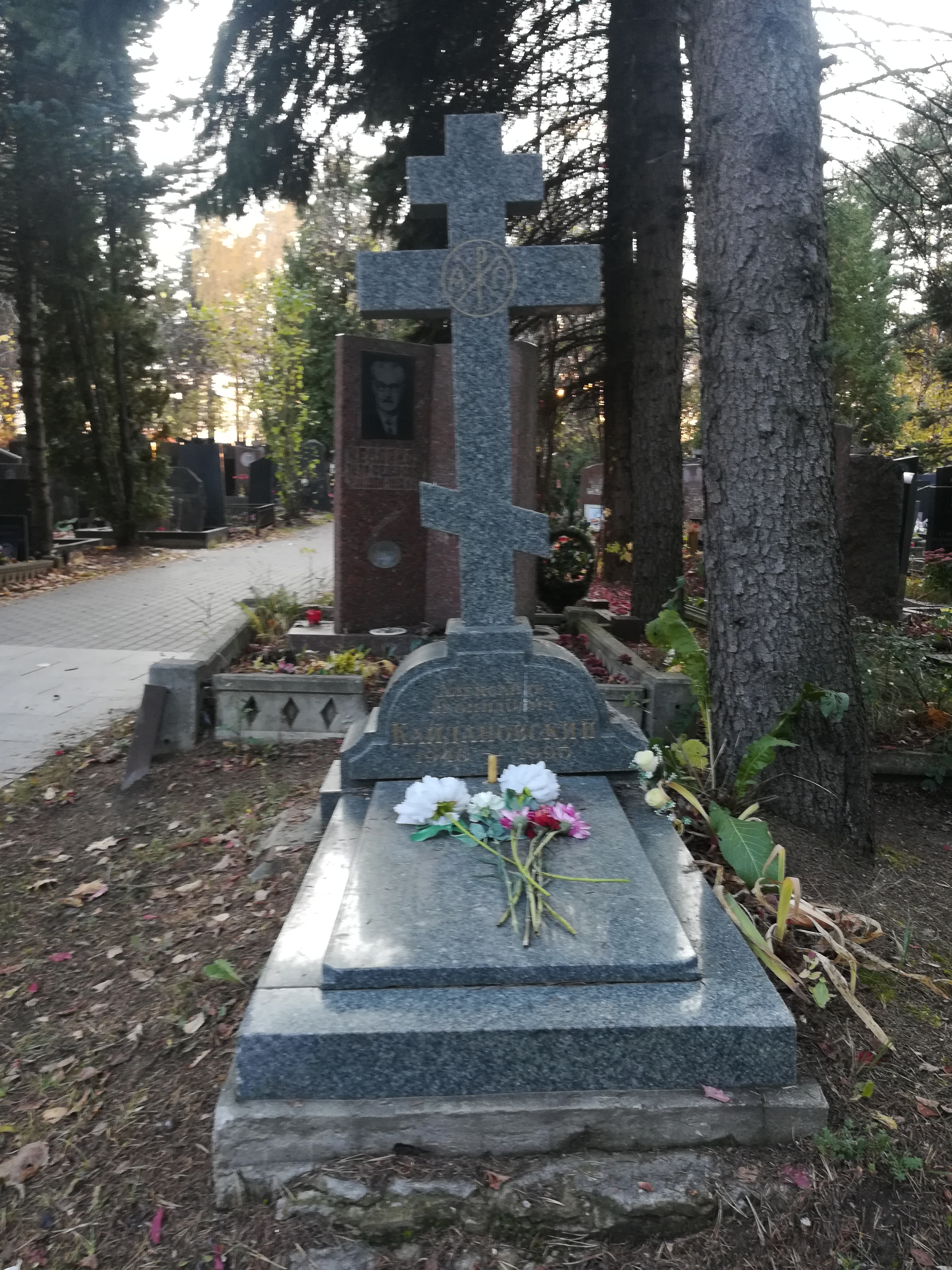
Могила Кайдановского на Кунцевском кладбище

Александр Кайдановский умер в своей комнате московской коммунальной квартиры на улице Воровского (ныне — Поварской) утром 3 декабря 1995 года от третьего инфаркта. Похоронен на Кунцевском кладбище Москвы (участок № 10).

## Память
О творчестве Александра Кайдановского в 1998 году режиссёр Евгений Цымбал снял документальный фильм «Сны Сталкера».
Дань уважения актёру отдали разработчики игры «S.T.A.L.K.E.R. Чистое небо»: они использовали внешность Александра Кайдановского, который исполнил главную роль в фильме Андрея Тарковского «Сталкер», при разработке облика протагониста игры.
Из воспоминаний современников

Мы с ним дружили. Хотя это была трудная дружба, и человек он был трудный, но я восхищался им, глядел снизу вверх. Кайдановский был человек невероятный — он мог виртуозно материться, болтать на бандитском жаргоне, а мог всю ночь говорить с тобой о литературе, о вещах, которых здесь не знал ни один специалист… В его бесстрашии было что-то необъяснимое: однажды, на четвёртом курсе Щукинского, мы впятером — он, Галкин, Качан, Матвеев и я — возвращались ночью через Марьину Рощу. Неподалёку от Рижской к нам пристали шестеро, у них были ножи… В принципе впятером мы могли бы отмахаться, но против ножей — не знаю, как бы всё вышло. Кайдановский подошёл к тому, кто первым вынул нож, и голой рукой взялся за лезвие. Просто взялся. Кровь хлещет, а он держит. И что-то такое было в его лице, что они спасовали…
— Леонид Филатов. Чтобы помнили, Глава 29. Александр Кайдановский, 1996
С 2021 года на кинофестивале «Зеркало» вручается приз имени Александра Кайдановского лучшему актёру и режиссёру.

## Семья
Родители поженились в 1945 году вскоре после демобилизации отца.
Отец — Леонид Львович (Лев Львович, Лейб Лейбович) Кайдановский (1921, Екатеринослав — 2 декабря 1970, Ленинград), участник Великой Отечественной войны (радист службы земного обеспечения самолётовождения, младший сержант), работал начальником радиолокационной станции в Батайске, впоследствии заместителем начальника ростовского СМУ-5, специализирующегося на подводной сварке.
Мать — Вера Александровна Онищук (умерла 1 декабря 1990 года), после окончания Московского библиотечного института (1955) заведовала детским сектором в ростовском Дворце энергетиков, была режиссёром-постановщиком детской театральной студии.
После развода родителей в 1960 году Александр Кайдановский жил с отцом, с 1962 года — в новой семье отца, приёмная мать — Ирма (Ирина) Михайловна Пухальская (родом из Киева). 
Единокровные сёстры — Ольга (род. 1963) и Татьяна (род. 1964) Кайдановские. 
Мать вторично вышла замуж в начале 1960-х годов, занималась надомным трудом в комбинате прикладных искусств. 
Единоутробный брат — Михаил Владимирович Есипов (1965—2000), работал ревизором.
Дед, Лев-Иезекииль Кайдановский, по утверждению сестры Александра Леонидовича, был артистом в Народном театре Екатеринослава; вместе с женой, Фридой Шульман, был расстрелян во время истребления еврейского населения в Днепропетровске.
Первая жена (1966—1975) — Ирина Анатольевна Бычкова (Кайдановская), впоследствии доцент кафедры психофизиологии и клинической психологии Ростовского-на-Дону госуниверситета
- Дочь — Дарья Александровна Кайдановская (род. 1970).

Вторая жена (1975—1980) — Евгения Павловна Симонова (род. 1955), советская и российская актриса театра и кино, народная артистка России, познакомились на съёмках фильма «Пропавшая экспедиция» (1974).
- Дочь — Зоя Александровна Кайдановская (род. 1976),  советская и российская актриса театра и кино, телеведущая.
  - Внуки — Алексей Славкин (род. 1999), российский актер театра и кино, Варвара (род. 2010) и Софья (род. 2015)[20].

Третья жена (1986—1989) — Наталия Судакова (Кайдановская), балерина Большого театра (её двоих детей от первого брака Кайдановский усыновил). 
- Сын — Андрей Александрович Кайдановский (род. 1987), учился в Московском хореографическом училище, потом в балетных школах Санкт-Пёльтена (Австрия), Штутгарта (Германия), Вены.

Четвёртая жена (1995) — Инна Яновна Пиварс (род. 1968), российская актриса театра и кино. Брак продлился всего три недели (до смерти актёра).
Был в отношениях с актрисой Валентиной Малявиной.

## Фильмография

### Актёрские работы

#### Фильмография
— главная роль

| Год  |     | Название                                       | Роль                                                   |
| ---- | --- | ---------------------------------------------- | ------------------------------------------------------ |
| 1967 | ф   | Таинственная стена                             | сотрудник вычислительного центра (нет в титрах)        |
| 1967 | ф   | Анна Каренина                                  | Жюль Ландо, мистик и чревовещатель, иностранный медиум |
| 1968 | ф   | Первая любовь                                  | поэт Майданов                                          |
| 1970 | ф   | Драма на охоте                                 | граф Алексей Карнеев                                   |
| 1970 | ф   | Красная площадь                                | солдат "Кащей"                                         |
| 1970 | кор | Спокойный день в конце войны                   | раненый сержант                                        |
| 1971 | ф   | И был вечер, и было утро…                      | мичман                                                 |
| 1971 | ф   | Собака Баскервилей                             | Джек Стэплтон                                          |
| 1972 | ф   | Пятнадцатая весна                              | связной                                                |
| 1972 | ф   | Игрок                                          | мистер Астлей                                          |
| 1972 | ф   | Четвёртый                                      | второй пилот                                           |
| 1972 | ф   | Следствие ведут знатоки 6. Шантаж              | Борис Миркин, скупщик золота                           |
| 1972 | кор | Математик и чёрт                               | Чёрт                                                   |
| 1973 | ф   | Дети Ванюшина                                  | Константин                                             |
| 1973 | ф   | Крах инженера Гарина                           | доктор Вольф                                           |
| 1973 | ф   | Былое и думы                                   | критик Виссарион Белинский                             |
| 1974 | ф   | Свой среди чужих, чужой среди своих            | Лемке, бывший ротмистр, налётчик                       |
| 1974 | ф   | Следую своим курсом                            | Миша, корреспондент                                    |
| 1974 | кор | Когда постиг меня судьбины гнев…               | камео                                                  |
| 1975 | ф   | Пропавшая экспедиция                           | Кирилл Петрович Зимин, бывший царский офицер           |
| 1975 | ф   | Мой дом — театр                                | Александр Островский                                   |
| 1975 | ф   | Под крышами Монмартра                          | Рауль де Лакруа, художник                              |
| 1975 | ф   | Бриллианты для диктатуры пролетариата          | Виктор Витальевич Воронцов, граф, "Дмитрий Юрьевич"    |
| 1976 | ф   | Огненный мост                                  | Геннадий Дубравин, поручик                             |
| 1976 | ф   | Золотая речка                                  | Кирилл Петрович Зимин, бывший царский офицер           |
| 1976 | ф   | Как важно быть серьёзным                       | Джон Уортинг, землевладелец, почётный мировой судья    |
| 1976 | ф   | Моё дело                                       | Андрей Павлович Березовский, конструктор               |
| 1977 | ф   | Кто поедет в Трускавец                         | Евгений                                                |
| 1977 | ф   | Это было в Коканде                             | поручик Зайченко, комендант крепости Коканда           |
| 1978 | ф   | Жизнь Бетховена                                | Антон Шиндлер, секретарь Бетховена                     |
| 1978 | ф   | Поворот                                        | врач                                                   |
| 1979 | ф   | Дознание пилота Пиркса                         | нейролог и кибернетик Том Новак                        |
| 1979 | ф   | Телохранитель                                  | проводник Мирзо, горец-пастух из Хурама                |
| 1979 | ф   | Сталкер                                        | Сталкер, проводник в Зону                              |
| 1980 | ф   | Рассказ неизвестного человека                  | Степан, "Владимир Иванович"                            |
| 1980 | ф   | Рафферти                                       | прокурор Эймс                                          |
| 1980 | ф   | Спасатель                                      | Николай Вараксин, режиссёр-документалист               |
| 1980 | ф   | Факт                                           | Станислав                                              |
| 1981 | ф   | И с вами снова я                               | Николай Васильевич Путята, декабрист                   |
| 1982 | ф   | Извините, пожалуйста                           | Паранс                                                 |
| 1982 | кор | Братья                                         | геодезист                                              |
| 1982 | ф   | Кафедра                                        | Валентин Орлов                                         |
| 1986 | кор | Импровизация на заданную тему                  | Некто                                                  |
| 1987 | ф   | Десять негритят                                | Филипп Ломбард                                         |
| 1987 | ф   | Хареба и Гоги                                  | князь Ольховский                                       |
| 1988 | ф   | Новые приключения янки при дворе короля Артура | Сэр Ланселот                                           |
| 1992 | ф   | Ноябрь                                         | священник                                              |
| 1992 | ф   | Дыхание дьявола                                | Дамиан                                                 |
| 1994 | ф   | Волшебный охотник                              | Максим, русский шахматист                              |
| 1995 | ф   | Откровения незнакомцу                          | Крючков, следователь                                   |
| 1995 | ф   | Прибытие поезда                                | отец Дениса                                            |

#### Озвучивание мультфильмов
| Год  |    | Название              | Роль                     |
| ---- | -- | --------------------- | ------------------------ |
| 1977 | мф | Вперёд, время!        | читает текст             |
| 1980 | мф | Возвращение           | Диспетчер (нет в титрах) |
| 1985 | мф | Контракт              | колонист                 |
| 1985 | мф | Два билета в Индию    | Коссум                   |
| 1988 | мф | Перевал               | от автора                |
| 1992 | мф | Сон смешного человека | рассказчик               |

#### Озвучивание фильмов
| Год  |     | Название                                                                              | Роль                                                 |
| ---- | --- | ------------------------------------------------------------------------------------- | ---------------------------------------------------- |
| 1980 | ф   | Голоса                                                                                | Марек Руда (роль Кшиштофа Залеского)                 |
| 1982 | ф   | Кондор                                                                                | Йожеф Шиман (роль Дьёрдьи Черхальми)                 |
| 1983 | ф   | Карусель                                                                              | Лев Сергеевич, учёный-химик (роль Юозаса Будрайтиса) |
| 1983 | кор | Сад                                                                                   | от автора (нет в титрах)                             |
| 1984 | ф   | Капитан Фракасс                                                                       | герцог де Валломбрез (роль Ивара Калныньша)          |
| 1984 | ф   | Невероятное пари, или Истинное происшествие, благополучно завершившееся сто лет назад | студент-юрист (роль Бориса Плотникова)               |
| 1985 | ф   | Рейс 222                                                                              | закадровый перевод с иностранного языка              |
| 1985 | ф   | Простая смерть                                                                        | Иван Ильич (роль Валерия Приёмыхова)                 |
| 1988 | ф   | Жена керосинщика                                                                      | Василий Петрович (роль Николая Исполатова)           |

### Режиссёрские работы в кино
- 1983 — Иона, или художник за работой — режиссёр. Курсовая работа, созданная по окончании третьего курса мастерской С. А. Соловьёва, по одноимённому рассказу А. Камю, сценарий написан совместно с Г. И. Рербергом
- 1983 — Сад (по рассказу Х. Л. Борхеса «Сад расходящихся тропок»)
- 1985 — Простая смерть… — режиссёр, сценарист. Дипломная работа по повести Л. Н. Толстого «Смерть Ивана Ильича»
- 1987 — Гость — режиссёр-постановщик, сценарист (по рассказу Х. Л. Борхеса «Евангелие от Марка»)
- 1988 — Жена керосинщика — режиссёр-постановщик, сценарист
- 1989 — Маэстро: Сергей Параджанов — режиссёр, сценарист

#### Клипмейкер
- 1989 — For a Million — режиссёр, сценарист (видеоклип для немецкой группы Alphaville)
- 1995 — Гарсон № 2 — режиссёр, сценарист (видеоклип для Б. Б. Гребенщикова и группы «Аквариум»)[21]

### Прочее
- 1992 — Бронзовый Христос — художественный руководитель
- 1992 — Всё кончается, только любовь — никогда — художественный руководитель
- 1993 — Дефлорация — художественный руководитель